# Brightline

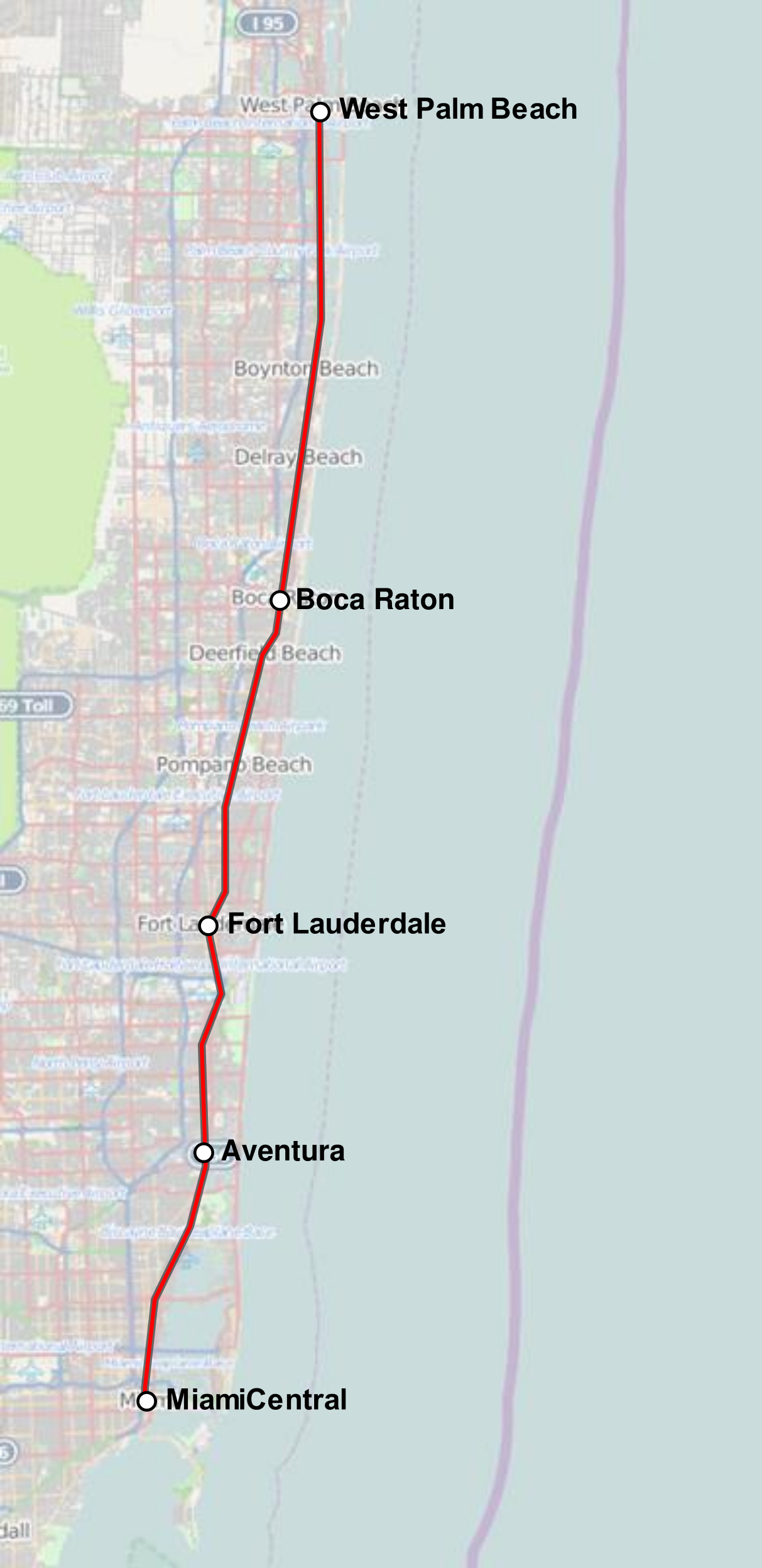
Kaart van de route van 2018 tot 2023

Brightline (identificatiecode BLFX) is een intercity-reizigerstrein in het zuidoosten van Florida tussen Miami en West Palm Beach. Een deel van de treinen rijdt verder naar het noorden tot Orlando. Brightline is vanaf haar start in 2018 de enige particuliere intercity-passagierstrein in de Verenigde Staten.
De treindienst rijdt op sporen van de Florida East Coast Railway.

## Geschiedenis
De spoorwegen aan de oostkust van Florida werden vanaf de jaren 1890 tot aan de zuidpunt verlengd door zakenman Henry Flagler, die hiervoor de Florida East Coast Railway (FEC) oprichtte. Hij koppelde de aanleg van de spoorwegen aan vastgoedontwikkeling en toerisme. en was daardoor medestichter van de steden Palm Beach, West Palm Beach en Miami.
De FEC baatte hier passagierstreinen uit tot 1968.

Voormalig All Aboard Florida-logo

De ontwikkeling van een nieuwe reizigerstreindienst begon in 2012 onder de naam All Aboard Florida door Florida East Coast Industries, een vastgoedontwikkelaar in Florida, eigendom van Fortress Investment Group en tot 2017 eigenaar van de Florida East Coast Railway.

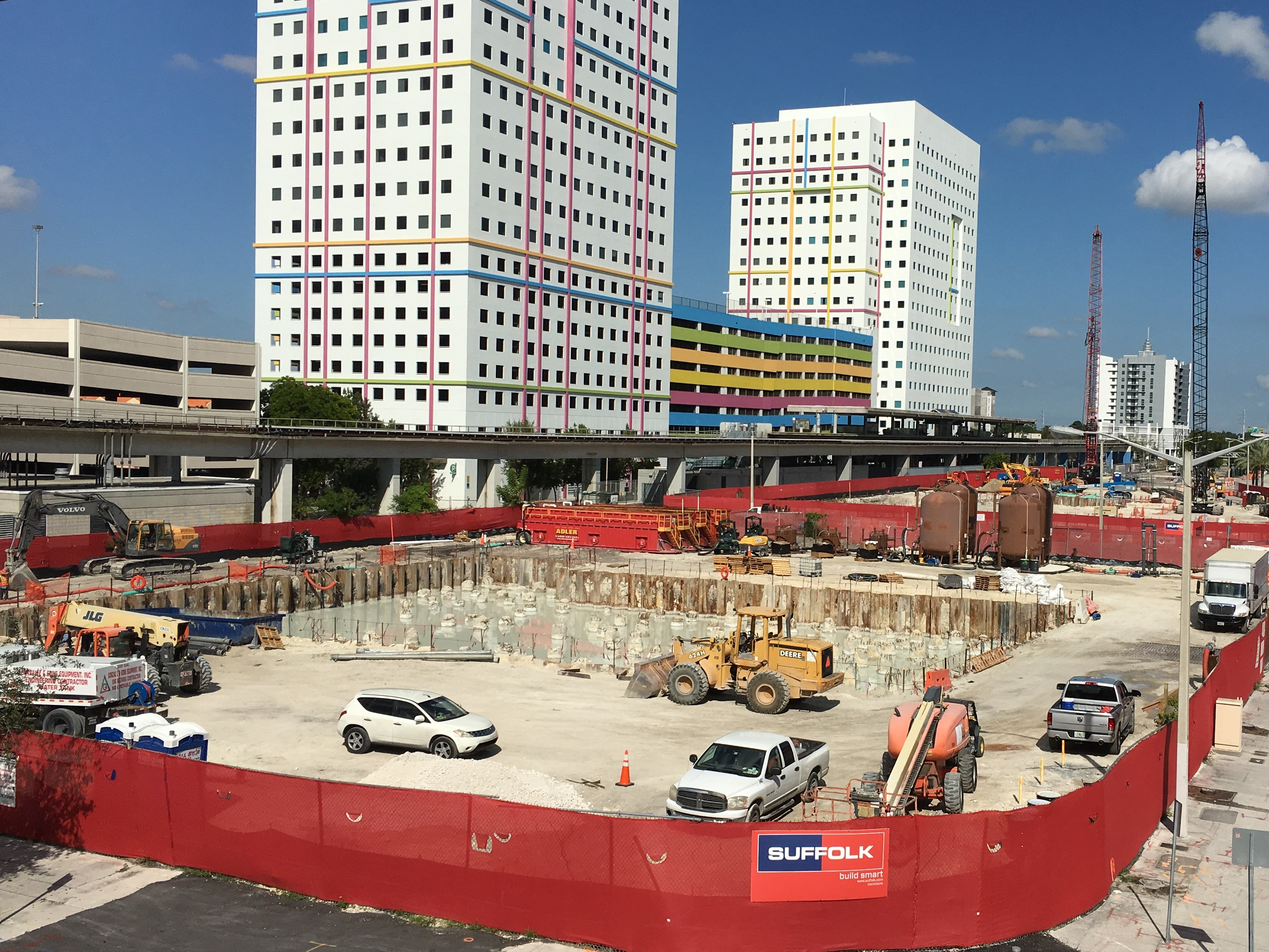
Bouw van het nieuwe stationscomplex MiamiCentral in 2015

De bouw van de stations en de aansluitende sporen begon in november 2014.
In november 2015 maakte All Aboard Florida bekend dat haar treindienst zou uitgevoerd worden onder de naam Brightline.

### Opening
De treindienst voor reizigers startte op 13 januari 2018 tussen West Palm Beach en Fort Lauderdale. De verlenging tussen West Palm Beach en Miami opende op 19 mei 2018. De stations Boca Raton en Aventura openden in december 2022.

### Gevolgen van de COVID-19-pandemie
Brightline schortte haar activiteiten op tussen maart 2020 en november 2021 vanwege de COVID-19-pandemie. Alle treindiensten werden stilgelegd en het bedrijf schrapte 250 banen. De bouw richting Orlando ging wel door, evenals de plannen voor de stations in Aventura en Boca Raton.

### Verlenging naar Orlando
Op 22 september 2023 ging de verlengde treindienst, van West Palm Beach naar Orlando International Airport, van start.

## Frequentie
Vanaf januari 2019 waren er 19 heen- en terugritten op weekdagen tussen Miami en West Palm Beach, 10 op zaterdag en 9 op zondag. Een aantal ervan stopt niet op de kleinere stations tussenin.

## Route
De route heeft volgende stations, van noord naar zuid:
| District          | Station                       | Datum Brightline in dienst | Tijd vanaf MiamiCentral |
| ----------------- | ----------------------------- | -------------------------- | ----------------------- |
| Orange County     | Orlando International Airport | 22 september 2023          |                         |
| Palm Beach County | West Palm Beach               | 13 januari 2018            | 72-80 min               |
| Palm Beach County | Boca Raton                    | 21 december 2022           | 51 min                  |
| Broward County    | Fort Lauderdale               | 13 januari 2018            | 30-33 min               |
| Miami Dade County | Aventura                      | 24 december 2022           | 17 min                  |
| Miami Dade County | MiamiCentral                  | 19 mei 2018                | –                       |

## Stations

Stations van Brightline
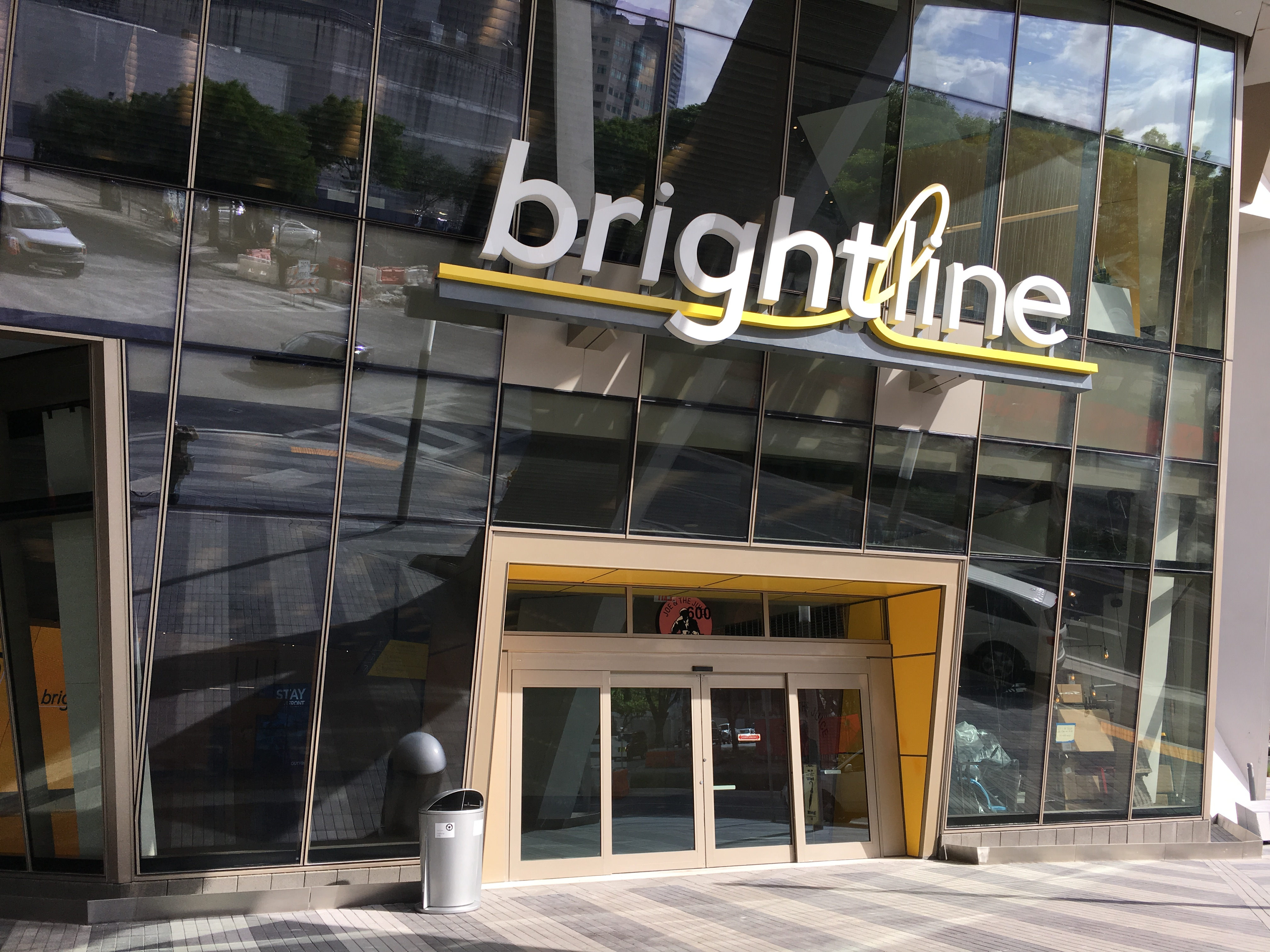
station MiamiCentral (ingang)
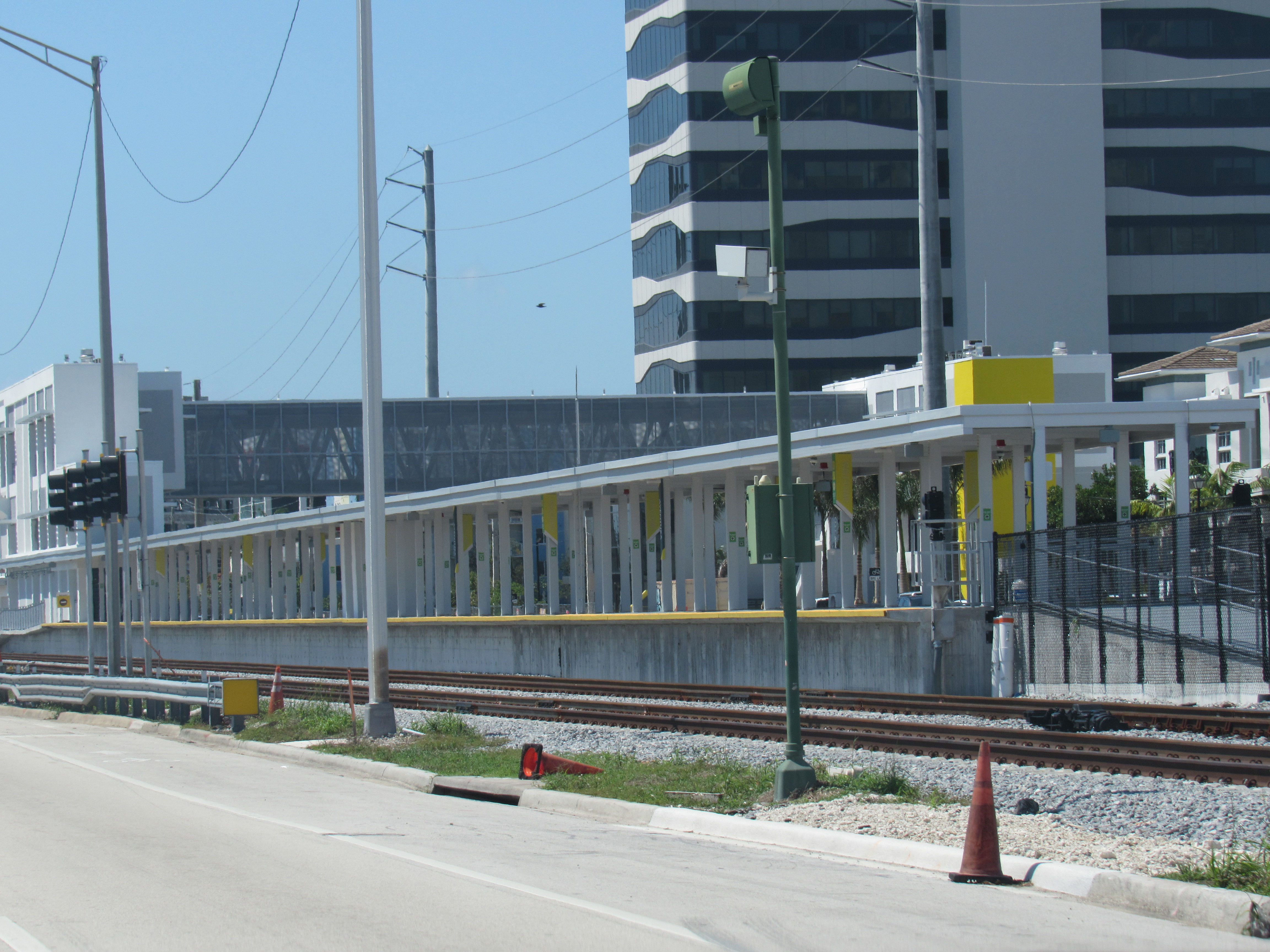
station Aventura
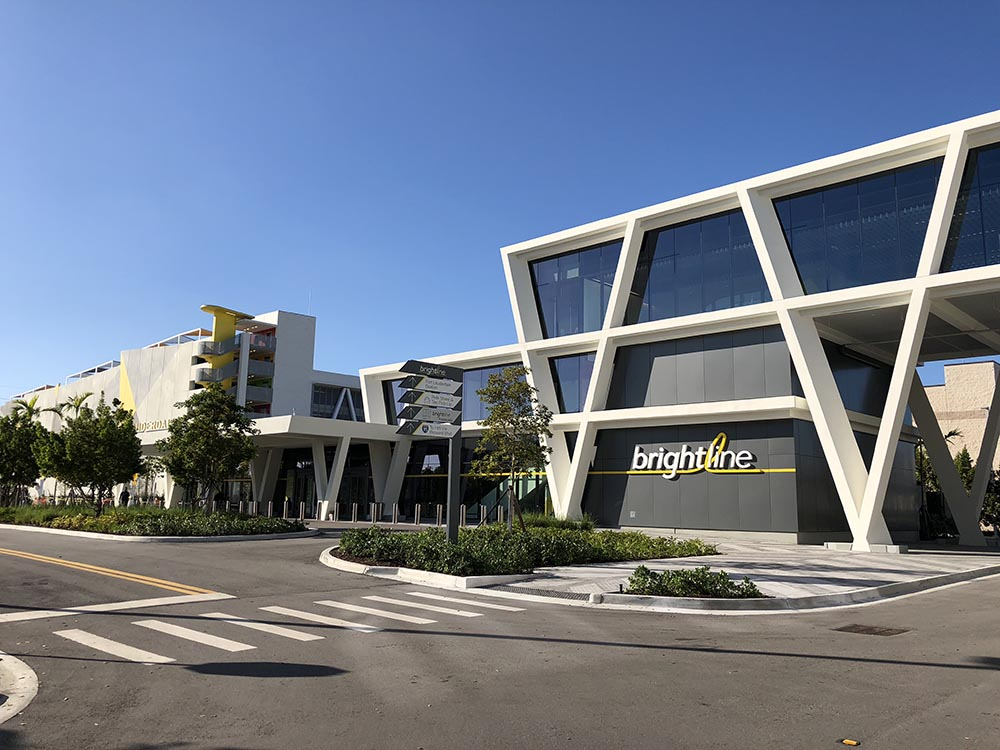
station Fort Lauderdale
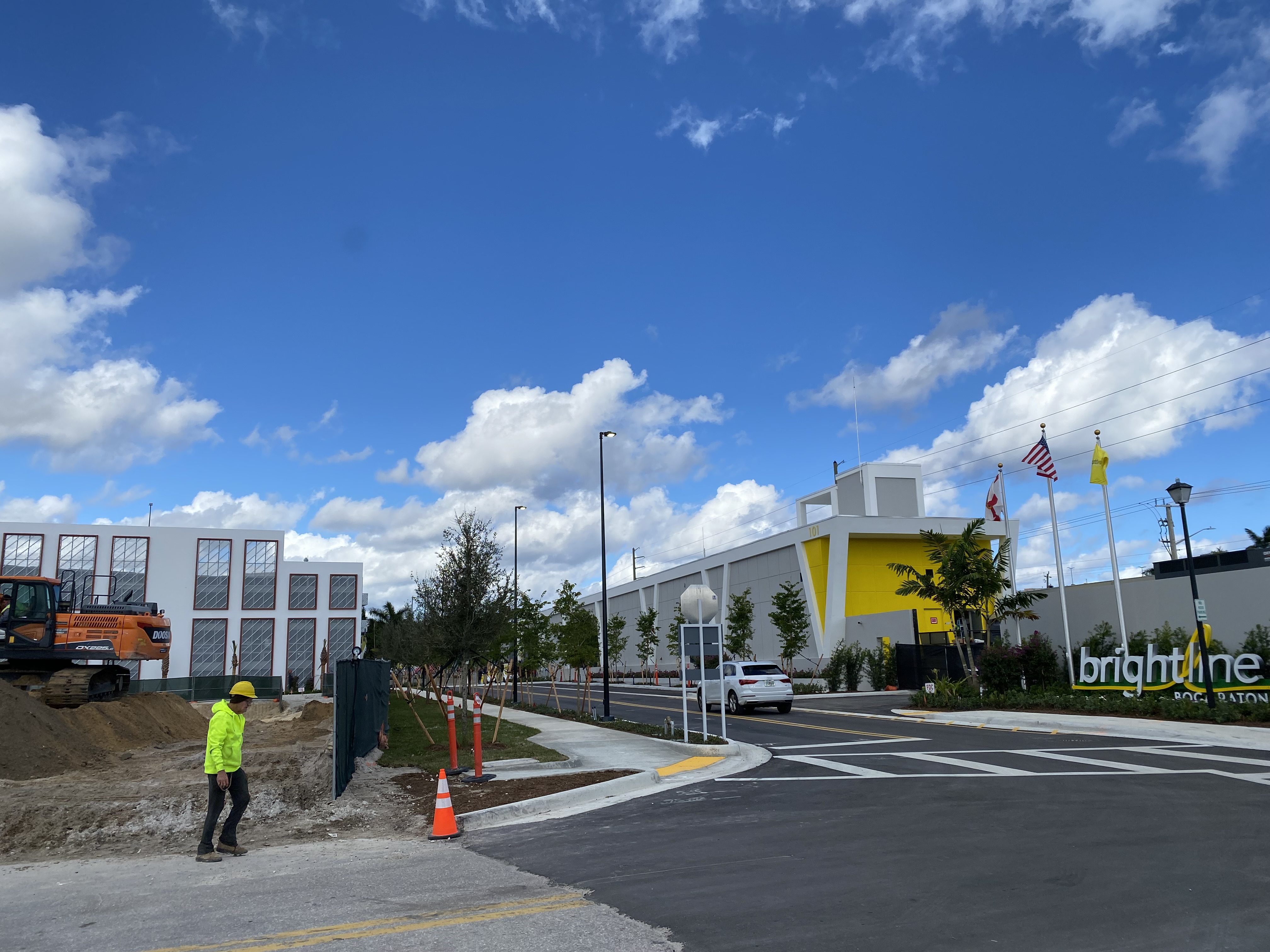
station Boca Raton
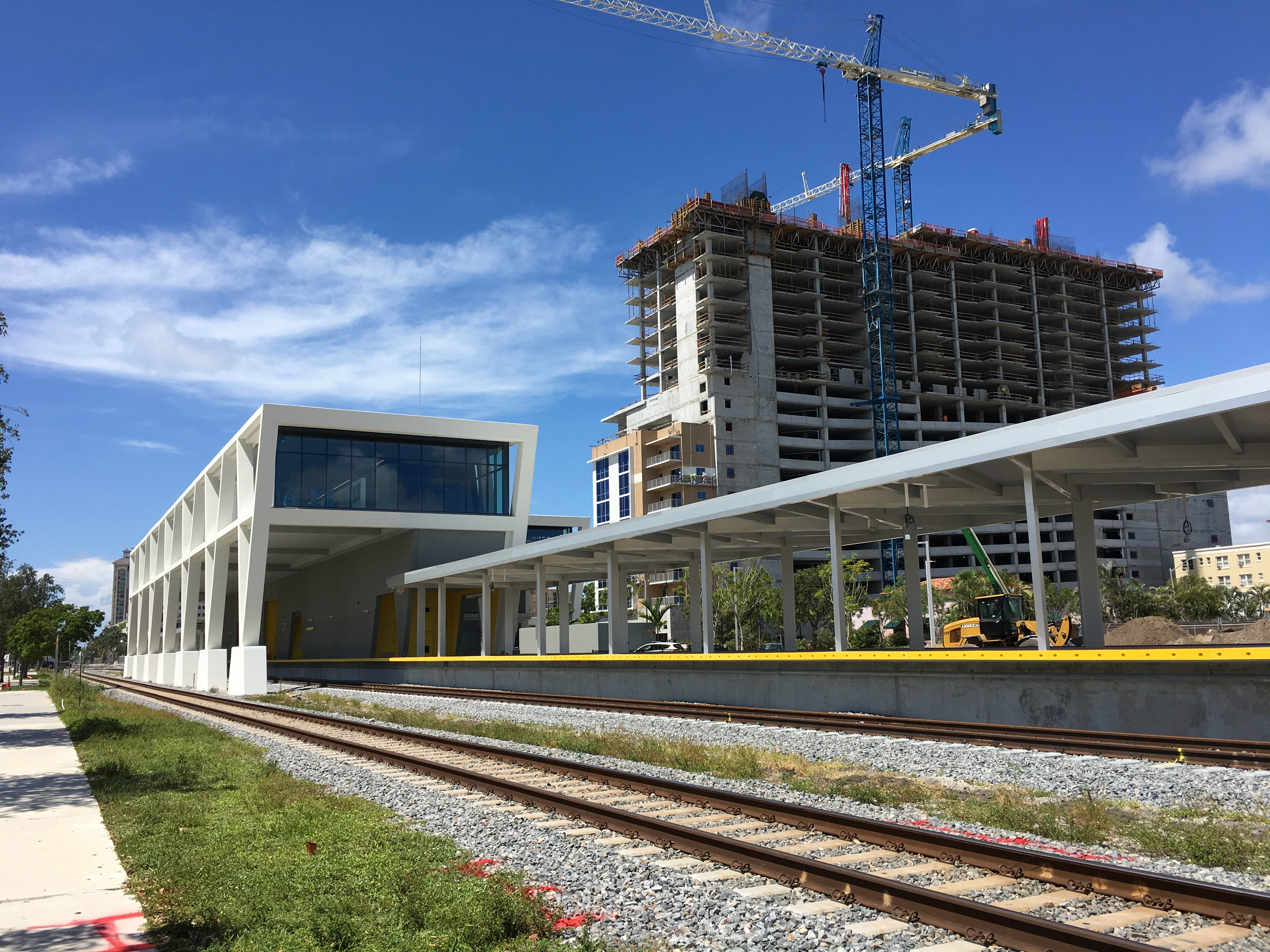
station West Palm Beach

### MiamiCentral
MiamiCentral is het nieuwe eindstation dat door Brightline vanaf 2014 werd gebouwd in het centrum van Miami, op dezelfde plaats waar tot 1963 ook al het uit 1896 daterende station van de FEC lag. Ook de concurrerende Seaboard Air Line Railroad (SAL) maakte er in de periode 1927-1963 gebruik van. In 1963 kon de stad Miami tijdens een grote staking de door haar gewenste sluiting van het station verwezenlijken, de sporen waren toen gelijkgronds.
In de halve eeuw tussentijd lagen er op de site van het oude station parkeerplaatsen.
Voor de bouw van het nieuwe station werd op pijlers een verhoogde aftakking gebouwd van de bestaande spoorlijn, Ook de parallel rijdendeTri-Rail stoptrein naar Mangonia Park krijgt vanaf 2023 op dit station een eindhalte.
MiamiCentral mag niet verward worden met het Miami Intermodal Center (Miami Airport Station) aan de internationale luchthaven, dat ook Miami Central Station genoemd werd.
Het station mag ook niet verward worden met Miami Station, dat is het eindstation voor de langeafstandstreinen van Amtrak (Silver Meteor en Silver Star), in afwachting dat ze naar het Miami Intermodal Center verhuizen.

## Rollend materieel
| Foto                         | Type                                | Jaar                                        | Aantal | Vermogen           | Gewicht |
| ---------------------------- | ----------------------------------- | ------------------------------------------- | ------ | ------------------ | ------- |
|                              | Siemens Charger SCB-40 locomotieven | 2017                                        | 10     | 4,000 pk (3MW)     | 120.ton |
| 2023                         | Siemens Charger SCB-40 locomotieven | 11                                          |        | 4,000 pk (3MW)     | 120.ton |
| Siemens Venture treinstellen | 2017                                | 5 treinstellen met vier wagens              | -      | 50 ton per rijtuig |         |
| Siemens Venture treinstellen | 2023                                | 5 treinstellen met vier wagens              | -      | 50 ton per rijtuig |         |
| Siemens Venture treinstellen | 2025                                | 5 treinstellen met vier wagens in productie | -      | 50 ton per rijtuig |         |